# Beneš-dekreterne
Beneš-dekreterne er det nuværende udtryk (officielt hedder de Dekreter af republikkens præsident – dekrety presidenta republiky), der bruges om en serie love, der blev vedtaget under 2. verdenskrig af den tjekkoslovakiske eksilregering i London. I dag bruges begrebet oftest om de dekreter, der omhandlede rettigheder for tyskeres og ungarere bosiddende i efterkrigstidens Tjekkoslovakiet. Dekreterne er opkaldt efter den tjekkoslovakiske præsident Edvard Beneš.
Udtrykket bruges især om de dele, der lagde grunden til konfiskation af statsborgerskab og udvisning af etniske tyskere og etniske ungarere fra Tjekkoslovakiet efter krigen. I alt blev omkring tre millioner sådanne tyskere udvist. Dekreterne er blevet kontroversielle som en del af udvisningerne, selv om de ikke specifikt omhandler dem. De er også kontroversielle af menneskerettighedsgrunde, og fordi dekreterne er baseret på kollektiv skyld. Væsentlige dele af landets fabrikker, elproduktion og finansieringsselskaber blev nationaliseret gennem dekreterne. Dekreterne regulerede også retsforfølgelsen af nazister og deres hjælpere med omfattende brug af dødsstraf.
Dekreterne blev til på baggrund af den tyske annektering af Sudeterlandet i 1938 og Det Tredje Riges brutale besættelse af Bøhmen og Mæhren indtil 1945.